# 南イテリメン語
南イテリメン語（南イテリメンご、Southern Itelmen language）はロシアのカムチャッカ半島の絶滅したカムチャツカ語派のひとつである。  (西)イテリメン語が西部語と呼ばれるのに対し、南部語と呼ばれることもある。  
南イテリメン語は、消滅した東イテリメン語と同様にごく少数の語彙のみが記録されている。  記録された語彙は、豊富な記録を持つ（西）イテリメン語と比較すると基礎語彙でも大きな違いを示す（Полный ительменско-русский словарь収録の語を例示する）。  
| 意味   | 南イテリメン語      | 東イテリメン語        | （西）イテリメン語                        |
| ------ | ------------------- | --------------------- | ----------------------------------------- |
| 2      | каасс (kaass)       | кааж (kaazh)          | касӽ (kasχ)                               |
| 星     | азанид (azanid)     | эзэниц (ezenic)       | эӈэзэчӽ (eŋezecχ)                         |
| 月     | ких (kix)           | кируклеч (kirukljec)  | йаʔәлвәчӽ (jaʔalvəcχ)                     |
| 父     | апач, апачь (apac)  | эпэп (epep)           | исх (isx)                                 |
| 兄弟   | тыя (tyja)          | тыя (tyja)            | ӄиткинэӈ, силлатумх (qitkineŋ, sillatumx) |
| クジラ | дай, най (daj, naj) | дэнич (denic)         | йуӈйучӽ (juŋjucχ)                         |
| ツバメ | каенкчич (kaenkcic) | гэкракдэч (gekrakdec) | аткʼаљачӽ (atkʼalʲacχ)                    |

語彙には、西イテリメン語南部方言・北部方言には見られない、/d/, /g/などが現れている。また、ロシア語にはない放出音/p', t', c', k', q'/と声門破裂音/ʔ/、軟口蓋鼻音/ŋ/、口蓋垂摩擦音/χ/などは記録されておらず、東イテリメン語に存在していたとしても他の子音と区別されていないと考えられる。